# Raymond Burki
Pour les articles homonymes, voir Burki.
Raymond Burki, né le 2 septembre 1949 à Épalinges (canton de Vaud) et mort dans la nuit du 28 au 29 décembre 2016, est un dessinateur, dessinateur de presse, caricaturiste et illustrateur suisse.

## Biographie
Raymond Burki effectue un apprentissage de retoucheur photographique en héliogravure à Lausanne, au Imprimeries Populaires du 20 avril 1965 à avril 1969 avant de travailler un an à Paris.
De retour en Suisse, Raymond Burki est employé chez son ancien patron de 1971 à 1979. Son premier dessin paraît dans la Tribune Le Matin en juillet 1976. Marcel A. Pasche remarque Raymond Burki et le fait entrer peu après au quotidien 24 heures. À partir de 1978, Raymond Burki se consacre uniquement au dessin de presse. Il publie aussi ses traits (d'esprit) dans la revue Bilan ou dans Die Sonntagszeitung.
En 1979 il épouse Catherine avec qui il a deux enfants, Stanislas et Quentin, nés dans les années 80.
Raymond Burki obtient de nombreux prix : Prix du meilleur dessin étranger à Épinal (1988), Prix du public à Morges-sous-Rire (1989), Prix Jean Dumur (1990). Il est également lauréat du Prix de la Fondation vaudoise pour la promotion et la création artistiques en 2003[réf. nécessaire].
Raymond Burki réalise son ultime dessin pour 24 heures en août 2014.
Parvenu à sa retraite, il s'occupe davantage de son autre passion, la pêche à la mouche, dans les rivières tels que la Venoge, le Talent, la Broye, et plus particulièrement la Menthue. L'attentat contre Charlie Hebdo lui redonne par la suite l'envie de redessiner, où il publie ses dessins sur sa page facebook, qui aboutisent à un nouvel album, Burki remet ça, sorti en novembre 2016.
Néanmoins, malgré cette retraite active, atteint d'un cancer, il meurt le 29 décembre 2016. Ses obsèques ont lieu à l'Abbaye de Montheron, le 2 janvier 2017, là même où il s'était marié. Lors des hommages, il a été salué par la profession, par sa capacité à exprimer un message uniquement par le dessin, en ayant rarement recourt à des textes. Barrigue, avec qui il a partagé le même bureau, le qualifiait de Buster Keaton du dessin, le génie du muet,,.

### Fondation du Trait
En octobre 2021, une fondation est créée par Stanislas Burki afin de promouvoir l'œuvre de son père et la liberté d'expression. Nommée Fondation du Trait, elle organise au début 2022 une exposition rétrospective à l'Espace Arlaud à Lausanne. Elle met également en place une plateforme numérique, letrait.ch, où sont recensés 8 000 dessins numérisés de Raymond Burki. La fondation édite par ailleurs au début 2022 un recueil de 450 dessins.

## Livres
- Burki 00
- Burki 01
- Burki 02
- Burki 03
- Burki 04
- Burki 05
- Burki 06
- Burki 07
- Burki 08
- Burki 09
- Burki 10
- Burki 11
- Burki 12
- Burki 13
- Burki remet ça

- Couleur Burki
- Signé Burki
- Sketches, François Silvant, Raymond Burki
- Dessinez, c'est Facile